# Antonio Ballero
Antonio Ballero (Nuoro, 16 settembre 1864 – Sassari, 19 gennaio 1932) è stato un pittore, scrittore e fotografo italiano.
Personalità creativa e poliedrica, a cavallo del 1900 fu uno dei protagonisti, insieme a Francesco Ciusa, Grazia Deledda, Sebastiano Satta ed altri della cosiddetta “Atene Sarda”.

## Biografia
Nato a Nuoro, dopo aver terminato il liceo classico a Cagliari, nel 1886 scrisse il romanzo Don Zua, storia di una famiglia nobile nel centro della Sardegna, che fu poi pubblicato nel 1894, ma il suo interesse si indirizzò ben presto verso la pittura.
Nonostante fosse autodidatta, insegnò disegno in diverse scuole del Regno d'Italia, a Nuoro, a Messina e infine a Sassari dove si stabilì dopo il matrimonio con la faentina Ofelia Verzelloni, anche lei pittrice e insegnante, di trent'anni più giovane.
Nel 1896 aveva partecipato con due dipinti a una mostra collettiva di artisti sardi a Sassari. In seguito viaggiò nel continente, visitando a Torino l'Esposizione internazionale d'arte decorativa moderna nel 1902 e, nel 1903, la Biennale di Venezia dove conobbe Giuseppe Pellizza da Volpedo, che incontrò ancora e con il quale mantenne un rapporto epistolare.
Sempre nel 1903 un suo autoritratto di piccole dimensioni fu esposto a Genova in una mostra della Società promotrice di belle arti. Negli anni seguenti i suoi dipinti furono esposti ancora a Genova, a Firenze, a Napoli, a Cagliari, a Milano e a Torino. In quest'ultima città partecipò alla Quadriennale del 1908 con il quadro Autoritratto al sole, uno dei più conosciuti perché fu pubblicato da Sonzogno nella Grande Enciclopedia Popolare, e poi a quelle del 1917 e del 1923.
Immagini dei suoi lavori furono pubblicate anche da Vittorio Alinari nel suo reportage In Sardegna,  dalla Società Editoriale Italiana nel volume La vita rustica della Sardegna rispecchiata nella sua lingua di Max Leopold Wagner e da alcune riviste quali La Cultura Moderna della Vallardi e L'illustrazione italiana.
La sua arte pittorica, improntata alla tradizione, subì l'influenza di Pellizza da Volpedo e per un certo periodo aderì alla corrente divisionista. Conobbe inoltre i pittori costumbristi spagnoli che soggiornarono ad Atzara e che ebbe suoi ospiti.
I soggetti dei suoi quadri, oltre ai paesaggi della Barbagia, sono spesso scene di genere folclorico, pastori, donne in costume, riti popolari. Appassionato di fotografia, catturava con l'obiettivo le immagini che poi, in studio, avrebbe rielaborato sulla tela. Peraltro, molte sue foto hanno conservato un valore documentaristico di rilievo.
Oltre ai dipinti a olio e ad acquerello, il suo talento si espresse ancor meglio nei disegni in bianco e nero che realizzava a china con un intreccio di linee definito "a ghirigoro" e che siglava con un ragnetto pendulo al termine della sua firma.
A partire dal 1924, Ballero riscoprì la tecnica del monotipo, realizzando immagini a colori puri e tenui.
Morì all'età di 67 anni a Sassari.
Le sue opere sono esposte al Museo Nazionale Sanna a Sassari e in altri musei della Sardegna, altre sono conservate in collezioni pubbliche e private in Italia e all'estero.